# Holiday City, Ohio
Holiday City là một làng thuộc quận Williams, tiểu bang Ohio, Hoa Kỳ. Năm 2010, dân số của làng này là 52 người.

## Dân số
- Dân số năm 2000: 49 người.
- Dân số năm 2010: 52 người.